# Ramachandrapuram
Ramachandrapuram is een census town in het district Sangareddy van de Indiase staat Telangana. Het behoort tot de grote agglomeratie rond Haiderabad.
In de buurt van de plaats staat een grote elektriciteitsfabriek, Bharat Heavy Electricals Limited. 

## Demografie
Volgens de Indiase volkstelling van 2001 wonen er 52.586 mensen in Ramachandrapuram, waarvan 52% mannelijk en 48% vrouwelijk is. De plaats heeft een alfabetiseringsgraad van 70%. 